# Pleurophorus africanus
Pleurophorus africanus är en skalbaggsart som beskrevs av Riccardo Pittino 1984. Pleurophorus africanus ingår i släktet Pleurophorus och familjen Aphodiidae. Inga underarter finns listade i Catalogue of Life.